# József Nagy (football, 1960)
Dans le nom hongrois Nagy József, le nom de famille précède le prénom, mais cet article utilise l’ordre habituel en français József Nagy, où le prénom précède le nom.
Ne doit pas être confondu avec József Nagy (football, 1892-1963).
Pour les articles homonymes, voir József Nagy.
József Nagy (né le 21 octobre 1960 à Nádasd en Hongrie) est un joueur de football international hongrois qui évoluait au poste de milieu de terrain, avant de devenir ensuite entraîneur.

## Biographie

### Carrière de joueur

#### Carrière en club
József Nagy évolue en Hongrie et en Autriche. Il réalise la majeure partie de sa carrière avec le Szombathelyi Haladás.
Avec le Szombathelyi Haladás, il dispute 184 matchs en première division hongroise, inscrivant 28 buts. Il réalise sa meilleure performance lors de la saison 1985-1986, où il inscrit 10 buts en championnat.

#### Carrière en sélection
Avec les moins de 20 ans, il participe à la Coupe du monde des moins de 20 ans 1979 organisée au Japon. Lors du mondial junior, il joue deux matchs : contre l'Union soviétique, et l'Uruguay.
József Nagy reçoit une seule sélection en équipe de Hongrie. Il s'agit d'une rencontre disputée face à l'Algérie à Monterrey au Mexique (victoire 1-3).
Il figure dans le groupe des sélectionnés lors de la Coupe du monde de 1986. Lors du mondial organisé au Mexique, il ne joue aucun match.